# Lavoro sessuale

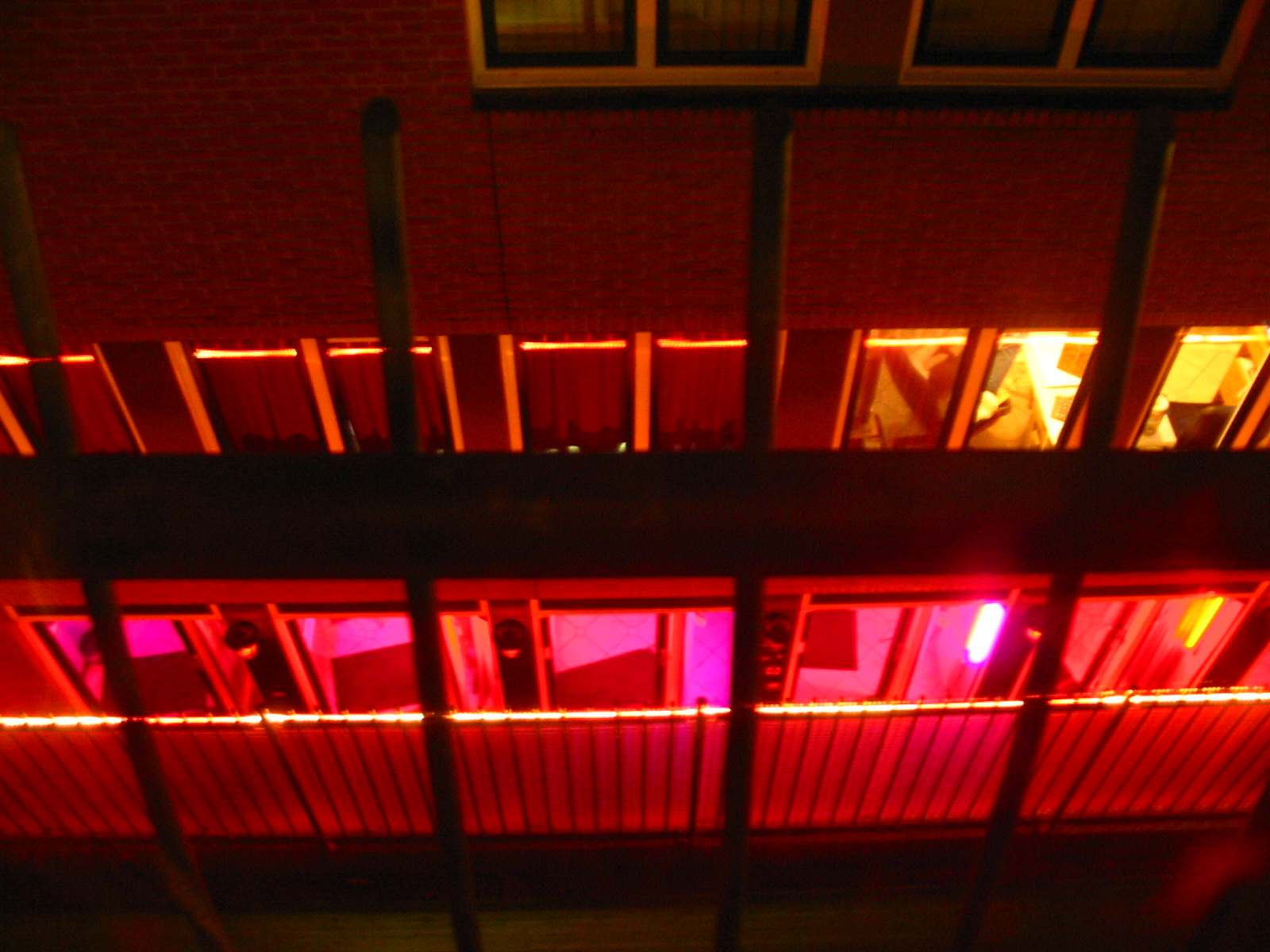
Il quartiere a luci rosse di Amsterdam

Il lavoro sessuale (in inglese sex work) è lo "scambio di servizi, prestazioni o prodotti di carattere sessuale in cambio di un compenso materiale. Comprende sia attività che prevedono un contatto fisico diretto tra il compratore e il venditore sia quelle caratterizzate da una stimolazione sessuale indiretta". Per definizione, il lavoro sessuale si riferisce solo a compravendite volontarie e non riguarda perciò lo sfruttamento di esseri umani e altre forme di transazioni sessuali costrette o non consensuali, come la prostituzione minorile. La contrattazione deve avvenire tra adulti consenzienti senza alcun genere di coercizione, oltre al pagamento. Il termine "lavoro sessuale" enfatizza le implicazioni economiche e lavorative di questo genere di attività con l'obiettivo di parificare questa categoria, in termini di diritti umani e lavorativi, agli altri mestieri.
Per via dello status legale di alcune forme di lavoro sessuale e dello stigma associato al lavoro sessuale, l'argomento è di difficile divulgazione e quantificazione e la ricerca accademica è stata relativamente scarsa. Inoltre, la maggior parte della letteratura accademica sul lavoro sessuale si concentra sulla prostituzione mentre ci sono poche pubblicazioni riguardanti le altre forme di lavoro sessuale. Tuttavia, esiste una lunga storia documentata del lavoro sessuale e della sua natura personale ed economica.

## Tipi
Nel 2004, è stata condotta una ricerca e revisione di 681 articoli sulla "prostituzione" su Medline (il principale database bibliografico della National Library of Medicine) per creare una tipologia globale di tipi di lavoro sessuale utilizzando categorie arbitrarie. Sono stati identificati 25 tipi di lavoro sessuale per creare una comprensione più sistematica del lavoro sessuale nel suo complesso. La prostituzione varia a seconda delle forme e dei contesti sociali, inclusi diversi tipi di prostituzione diretta e indiretta. Questo studio è stato condotto per lavorare al miglioramento della salute e della sicurezza dei lavoratori del sesso.
I tipi di lavoro sessuale includono vari servizi sessuali consensuali o prestazioni erotiche, che comportano vari gradi di contatto fisico con i clienti:
- Camgirl
- Spogliarello
- Maggiordomo/cameriera nudo/a
- Pole dance
- Operatori di sesso telefonico: hanno conversazioni a sfondo sessuale con i clienti e possono fare giochi di ruolo verbali sessuali
- Danza erotica
- Massaggio erotico
- Recitazione in film pornografici
- Artisti di peep show
- Servizi di escort/Girlfriend experience/Sugar dating
- Surrogati sessuali: collaborano con gli psicoanalisti per impegnarsi in attività sessuali come parte della terapia con i loro clienti.
- Prostituzione su strada
- Prostituzione al chiuso (lavoro nei bordelli, prostituzione nei centri massaggi, prostituzione nei bar o nei casinò)
- Dominatrice

## Modelli legali
Depenalizzazione  – Nessuna sanzione penale per la prostituzione
     Legalizzazione (regolamentazione) – Prostituzione legale e regolamentata
     Abolizionismo – La prostituzione è legale, ma le attività organizzate come i bordelli e lo sfruttamento della prostituzione sono illegali; la prostituzione non è regolamentata
     Neoabolizionismo (modello nordico) – Illegale acquistare sesso e coinvolgere terze parti, legale vendere sesso
     Proibizionismo – La prostituzione è illegale in tutti gli aspetti (vendita e acquisto)
     La legalità varia a seconda delle leggi locali

Mappa mondiale delle leggi sulla prostituzione
Depenalizzazione – Nessuna sanzione penale per la prostituzione
Legalizzazione (regolamentazione) – Prostituzione legale e regolamentata
Abolizionismo – La prostituzione è legale, ma le attività organizzate come i bordelli e lo sfruttamento della prostituzione sono illegali; la prostituzione non è regolamentata
Neoabolizionismo (modello nordico) – Illegale acquistare sesso e coinvolgere terze parti, legale vendere sesso
Proibizionismo – La prostituzione è illegale in tutti gli aspetti (vendita e acquisto)
La legalità varia a seconda delle leggi locali

La criminalizzazione completa del lavoro sessuale è la strategia legale più ampiamente praticata per regolamentare il sesso transazionale. La criminalizzazione completa è praticata in Cina, Russia e nella maggior parte dei paesi in Africa. Negli Stati Uniti, in cui ogni stato ha il suo codice penale, il lavoro sessuale con contatto completo è illegale ovunque, il lavoro sessuale con l'uso del preservativo è legale solo in alcune parti del Nevada; il lavoro sessuale senza contatto è un'area grigia e confusa. Con la criminalizzazione completa il venditore, l'acquirente e qualsiasi terza parte coinvolta sono soggetti a sanzioni penali. Ciò include chiunque tragga profitto dal sesso commerciale in qualsiasi luogo o ambiente fisico. La criminalizzazione è stata collegata a tassi più elevati di infezioni sessualmente trasmissibili, violenza del partner e molestie della polizia. La paura delle ramificazioni legali può dissuadere i lavoratori del sesso dal cercare servizi di assistenza sanitaria sessuale adeguati e scoraggiarli dal denunciare i crimini di cui sono stati vittime. Secondo una ricerca condotta da Human Rights Watch, la criminalizzazione rende le lavoratrici del sesso più vulnerabili allo stupro, all’omicidio e alla discriminazione a causa della loro posizione emarginata e della possibilità di essere perseguite dalla polizia anche se si presentano come vittime.
La criminalizzazione parziale consente la legalizzazione sia dell'acquisto che della vendita di sesso tra due parti consenzienti, ma proibisce la vendita commerciale di sesso all'interno di bordelli o luoghi pubblici come la sollecitazione di strada. Ciò ha la conseguenza indesiderata di criminalizzare la coalizione di prostitute, costringendole a lavorare da sole e in condizioni meno sicure.
La legalizzazione è attualmente praticata in alcune parti del Sud America, Australia, Europa e in alcune contee dello stato americano del Nevada. Il quartiere a luci rosse di Amsterdam, nei Paesi Bassi, è un esempio di piena legalizzazione, dove tutti gli aspetti del lavoro sessuale sono consentiti a condizione che siano registrati presso il governo. Poiché il processo di registrazione è spesso costoso e richiede molto tempo, richiede la residenza legale e può comportare regolari esami medici, i lavoratori del sesso più emarginati devono rimanere illegali e solitamente chiedono meno, perché non possono rispettare le normative. Ciò è più comune tra i gruppi minoritari, gli immigrati e i lavoratori a basso reddito.
La depenalizzazione è la soluzione più sostenuta dalle stesse lavoratrici del sesso. La depenalizzazione del lavoro sessuale è l'unica soluzione legale che non prevede la criminalizzazione di nessuna parte coinvolta nell'industria del lavoro sessuale e inoltre non ha restrizioni su chi può legalmente partecipare al lavoro sessuale. Non eliminerebbe alcuna sanzione legale che condanni la tratta di esseri umani. Non ci sono prove affidabili che suggeriscano che incoraggerebbe la tratta di esseri umani. La Nuova Zelanda è stata il primo paese a depenalizzare il lavoro sessuale nel 2003, con l'approvazione del Prostitution Reform Act. Questa è la più sostenuta dalle lavoratrici del sesso perché consente loro il massimo potere negoziale con i loro clienti. Con la piena protezione della legge, hanno la possibilità di determinare i loro salari, il metodo di protezione e di proteggersi dai criminali violenti. Il lavoro sessuale è una delle professioni più antiche esistenti e anche se il lavoro sessuale è criminalizzato nella maggior parte dei luoghi per regolamentarlo, la professione non è cambiata quasi per niente nel tempo. Coloro che lavorano nel commercio del sesso hanno maggiori probabilità di essere sfruttati, trafficati e vittime di aggressioni quando il lavoro sessuale è criminalizzato. A partire dall'agosto 2015, Amnesty International, un movimento globale libero da interessi politici, religiosi o economici per proteggere le persone dagli abusi, ha introdotto una politica che richiedeva che tutti i paesi decriminalizzassero il lavoro sessuale. Amnesty International ha affermato in questa politica che la decriminalizzazione del lavoro sessuale avrebbe ridotto la tratta di esseri umani attraverso la promozione della salute e della sicurezza dei lavoratori del sesso consentendo loro di essere autonomi con la protezione del governo. Questa politica ha ottenuto un grande sostegno in tutto il mondo dall'OMS, UNAIDS, GAATW e molti altri, ma non è stata ancora adottata universalmente.

## Storia
Il lavoro sessuale, in molte forme diverse, è stato praticato fin dall'antichità. Si racconta che persino nelle società più primitive ci fosse sesso transazionale. La prostituzione era diffusa nell'antico Egitto e in Grecia, dove era praticata a vari livelli socioeconomici. L'etera in Grecia e la geisha in Giappone erano considerate membri prestigiosi della società per il loro alto livello di formazione in compagnia. Gli atteggiamenti nei confronti della prostituzione sono cambiati nel corso della storia.

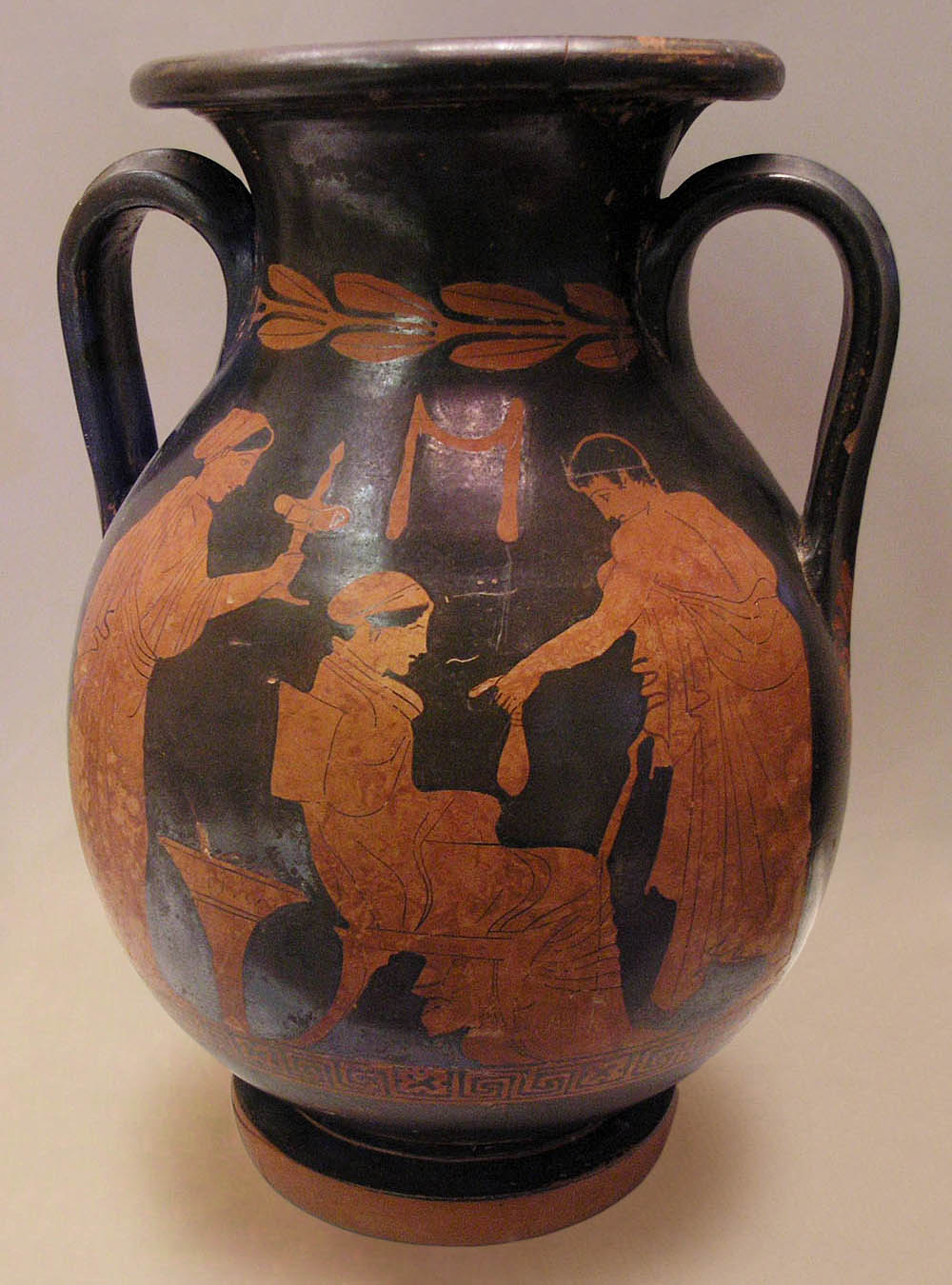
Un'urna dell'antica Grecia raffigura una prostituta e il suo cliente.

Durante il Medioevo la prostituzione era tollerata ma non celebrata. Fu solo con il Rinascimento e la Riforma protestante nel XVI secolo che gli atteggiamenti si rivoltarono contro la prostituzione su larga scala e i corpi iniziarono a essere regolamentati in modo più pesante. Queste riforme morali erano in larga misura dirette alla restrizione dell'autonomia delle donne. Inoltre, l'applicazione delle normative sulla prostituzione ebbe un impatto sproporzionato sui poveri.
Il lavoro sessuale ha una lunga storia negli Stati Uniti, ma le leggi che regolano la vendita di sesso sono relativamente nuove. Nel XVIII secolo, la prostituzione era profondamente radicata dalla Louisiana a San Francisco. Nonostante la sua prevalenza, gli atteggiamenti verso le prostitute erano negativi e spesso ostili. Sebbene la legge non affrontasse direttamente la prostituzione in quel periodo, le forze dell'ordine spesso prendevano di mira le prostitute. Le leggi contro la lascivia e la sodomia furono utilizzate nel tentativo di regolamentare il lavoro sessuale. I quartieri a luci rosse si formarono nel XIX secolo nelle principali città del paese nel tentativo delle prostitute di trovare spazi in cui poter lavorare, isolate dalla società esterna e dal corrispondente stigma.
L'ambiguità della legge consentiva alle prostitute di contestare la detenzione in tribunale. Attraverso questi casi le prostitute imponevano un riconoscimento popolare della loro professione e difendevano i loro diritti e la loro proprietà. Nonostante gli sforzi delle prostitute, i riformatori sociali che cercavano di abolire la prostituzione in via definitiva iniziarono a guadagnare terreno all'inizio del XX secolo. Nuove leggi si concentrarono sulle attività commerciali di terze parti in cui si svolgeva la prostituzione, come saloon e bordelli, ritenendo i proprietari colpevoli delle attività che si svolgevano nei loro locali. I quartieri a luci rosse iniziarono a chiudere. Infine, nel 1910, il Mann Act, o "White Slave Traffic Act", rese illegale l'atto di costringere una persona alla prostituzione o ad altre attività immorali, la prima legge federale che affrontava la prostituzione. Questa legge fu creata per affrontare il traffico di giovani ragazze europee che si pensava fossero state rapite e trasportate negli Stati Uniti per lavorare nei bordelli, ma criminalizzò coloro che partecipavano al lavoro sessuale consensuale. Successivamente, all'inizio della prima guerra mondiale, un decreto della Marina costrinse alla chiusura delle attività legate al sesso nelle immediate vicinanze delle basi militari. Le restrizioni e la violenza vera e propria portarono alla perdita del poco controllo che i lavoratori avevano sul loro lavoro. Oltre a questo, nel 1918, il Chamberlain-Kahn Act stabilì che qualsiasi donna trovata con un'infezione sessualmente trasmissibile (IST) sarebbe stata messa in quarantena dal governo. Lo scopo originale di questa legge era quello di fermare la diffusione di malattie veneree tra i soldati statunitensi. Dal 1915, in base a questa legge, le prostitute, o coloro che erano percepite come prostitute, potevano essere fermate, ispezionate e detenute o inviate in una struttura di riabilitazione se risultavano positive a qualsiasi malattia venerea. Durante la prima guerra mondiale, circa 3.000 donne furono detenute ed esaminate. Lo stato aveva reso le lavoratrici del sesso delle emarginate legali. Durante la Grande depressione, le donne nere di New York City rappresentavano più del 50% degli arresti per prostituzione.
I tipi di lavoro sessuale si sono ampliati nel XXI secolo. Il cinema e in seguito Internet hanno offerto nuove opportunità per il lavoro sessuale. Nel 1978, Carol Leigh, una prostituta e attivista, ha coniato il termine "lavoro sessuale" come è usato oggi. Ha cercato di combattere il movimento anti-pornografia coniando un termine che riflettesse le implicazioni economiche e lavorative del lavoro. Il termine è entrato in uso popolare negli anni '80. COYOTE (Call Off Your Old Tired Ethics) e altri gruppi simili si sono formati negli anni '70 e '80 per promuovere la libertà sessuale delle donne e i diritti delle prostitute. Si è formata una frattura all'interno del femminismo che continua ancora oggi, con alcuni che sostengono l'abolizione del lavoro sessuale e altri che lavorano per l'accettazione e i diritti per il lavoro sessuale.
Gli stigmi sono idee ed etichette negative e spesso denigratorie che vengono poste su uno o più membri di una comunità. Uno stigma prevalente delle lavoratrici del sesso che circola attraverso varie piattaforme mediatiche è lo stigma della "puttana" in cui le lavoratrici del sesso vengono etichettate come "puttane" a causa della natura e dell'abbondanza delle relazioni con i clienti.
È stata studiata la storia delle narrazioni mediatiche sulle lavoratrici del sesso per ricavare le tre storie più comuni mostrate nei media sul lavoro sessuale. In primo luogo, le lavoratrici del sesso sono mostrate come portatrici e fonti di malattie. In secondo luogo, il lavoro sessuale è mostrato come un problema sociale che varia in gravità. E in terzo luogo, il lavoro sessuale è quasi sempre rappresentato nei media come se si svolgesse all'aperto, il che si aggiunge alle percezioni sociali negative che associano il lavoro sessuale a qualcosa di sporco o pubblico. In tutte queste narrazioni, vediamo in genere una gerarchia di genere in cui le donne di varie età sono mostrate come lavoratrici del sesso e gli uomini sono ritratti come il ruolo autorevole di papponi, clienti e forze dell'ordine.
Uno studio del 2006 dell'Università di Victoria ha scoperto che, se confrontate con le rappresentazioni mediatiche del lavoro sessuale, le esperienze di prima mano delle lavoratrici del sesso erano tutt'altro che simili. Si è scoperto che, anche se inaccurate, le rappresentazioni mediatiche del lavoro sessuale sono formate da rigidi copioni sociali e culturali che perpetuano lo stigma e forniscono influenza alla copertura mediatica e alle percezioni negative del lavoro sessuale.
L'epidemia di HIV/AIDS ha presentato una nuova sfida per le lavoratrici del sesso. La criminalizzazione dell'esposizione di altri all'HIV/AIDS ha avuto un impatto significativo sulle lavoratrici del sesso. Il disturbo immunitario correlato all'omosessualità, o GRID (in seguito cambiato in AIDS), ha fatto notizia nel 1985 e ha portato al lavoro sessuale intermittente. Le lavoratrici del sesso sono state ingiustamente ritenute responsabili della trasmissione dell'infezione a causa dello stigma associato all'HIV/AIDS, che ha portato alla discriminazione nei loro confronti. Sono state organizzate strategie di riduzione del danno che fornivano test, consulenza e forniture per fermare la diffusione della malattia. Questa esperienza organizzativa ha contribuito a facilitare azioni future per la giustizia sociale. La minaccia della violenza persiste in molti tipi di lavoro sessuale. La sindacalizzazione di tipi legali di lavoro sessuale come le ballerine esotiche, la lobby dei funzionari della sanità pubblica e dei funzionari del lavoro e delle agenzie per i diritti umani ha migliorato le condizioni per molte lavoratrici del sesso. Tuttavia, le ramificazioni politiche del sostegno a una popolazione stigmatizzata rendono difficile l'organizzazione attorno al lavoro sessuale. Nonostante queste difficoltà, le azioni contro la violenza e per una maggiore visibilità e diritti persistono e attirano centinaia di migliaia di partecipanti. Le donne nel commercio del sesso sono più suscettibili a sperimentare più stigma e discriminazione rispetto agli uomini. Questo stigma e discriminazione sono attribuiti alla connotazione sociale negativa del titolo di lavoro "lavoratrice del sesso" e alla prospettiva sociale secondo cui le lavoratrici del sesso sono più esposte alle infezioni sessualmente trasmissibili come l'HIV e l'AIDS. Questi stigmi influenzano il modo in cui la società interagisce con le lavoratrici del sesso. Nel 2011, molte lavoratrici del sesso a Hong Kong hanno riferito di aver avuto un'interazione verbalmente o fisicamente violenta con un agente di polizia o un funzionario sanitario, il che ha provocato un impatto negativo sulla salute generale e un accesso diseguale all'assistenza sanitaria.
Durante la pandemia di COVID-19, le professioni di contatto (che includono molte forme di lavoro sessuale, tra le altre) erano state vietate (temporaneamente) in alcuni paesi. Ciò ha comportato una riduzione in Europa di alcune forme di lavoro sessuale. Inoltre, c'è stata una maggiore adozione di forme di lavoro sessuale che non richiedono contatto fisico (servizi sessuali virtuali). Esempi di lavoro sessuale che non richiedono contatto fisico includono la prostituzione tramite webcam e i servizi di abbonamento a contenuti per adulti (ad esempio OnlyFans). Tuttavia, alcune lavoratrici del sesso hanno continuato comunque, anche perché alcuni servizi sessuali virtuali potrebbero richiedere un conto bancario ufficiale (o altri mezzi per ricevere denaro digitalmente) e una stanza privata. La pandemia di COVID-19 ha accentuato l'emarginazione, la disuguaglianza e la criminalizzazione preesistenti delle lavoratrici del sesso. Con l'aumento dei rischi per la salute globale associati alla pandemia, i servizi in presenza delle lavoratrici del sesso sono stati sospesi, creando ulteriori fattori di stress finanziario per una popolazione già colpita dalla povertà. Le normative COVID-19 hanno specificamente posto maggiori minacce alla sicurezza fisica e finanziaria delle lavoratrici del sesso socialmente svantaggiate che sono clandestine, transgender e di colore.

## Potenziamento del lavoro sessuale

### Giornata internazionale per porre fine alla violenza contro le lavoratrici del sesso

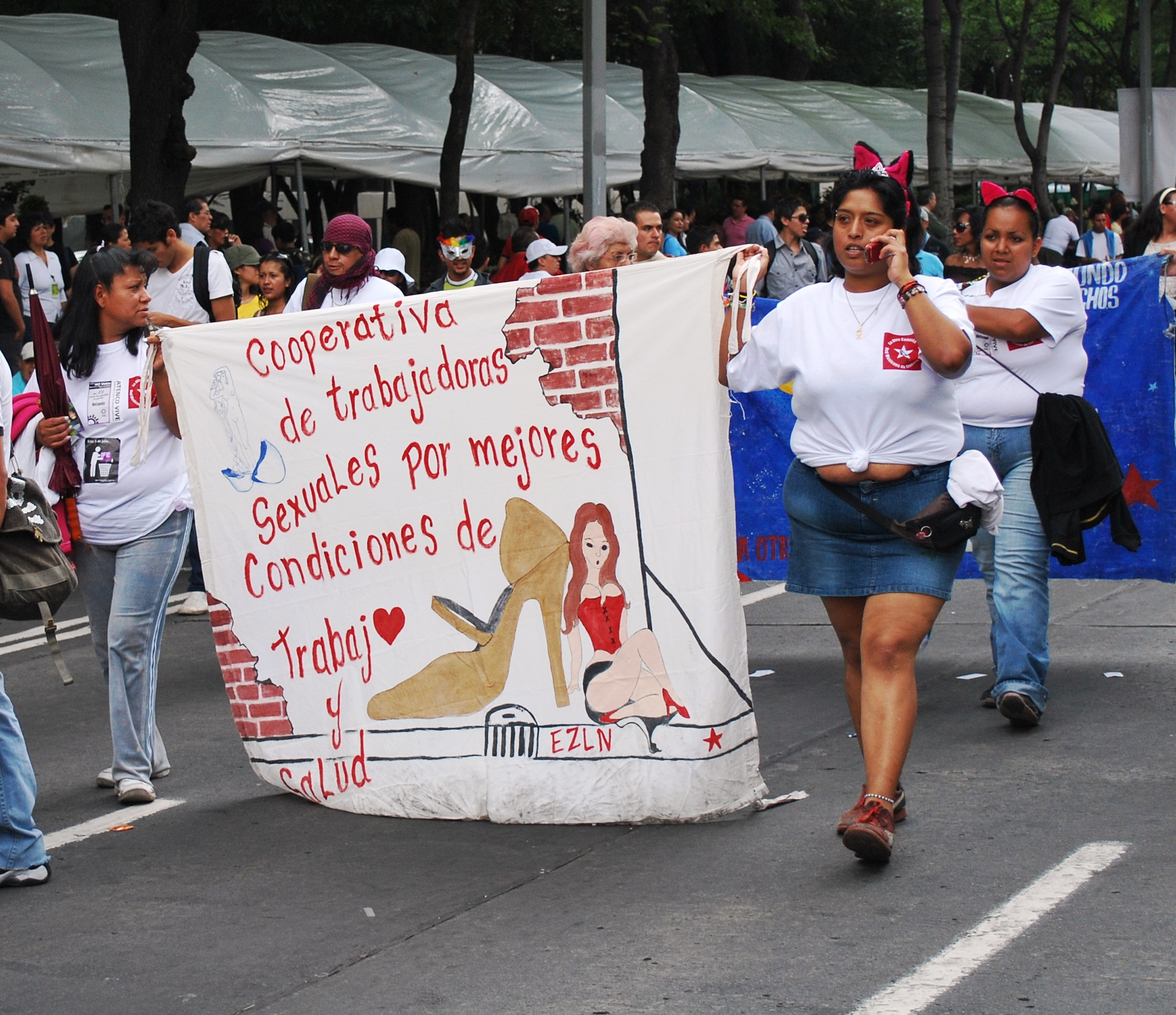
Lavoratrici del sesso manifestano per migliori condizioni di lavoro alla Marcha Gay del 2009 a Città del Messico.

La Dott. ssa Annie Sprinkle e il Sex Workers Outreach Project USA hanno celebrato per la prima volta la Giornata internazionale per porre fine alla violenza contro le lavoratrici del sesso il 17 dicembre 2003, e da allora è stata riconosciuta ininterrottamente. Sprinkle e il Sex Workers Outreach Project USA hanno celebrato per la prima volta questa giornata in memoria delle vittime del Green River Killer a Seattle, Washington, e da allora si è evoluta in un riconoscimento annuale internazionale per altre città in cui sono state perse molte vite di lavoratrici del sesso, per coloro che subiscono e hanno subito violenza e per dare potere alle lavoratrici del sesso. Durante la settimana del 17 dicembre, la Giornata internazionale per porre fine alla violenza contro le lavoratrici del sesso richiama l'attenzione sui crimini d'odio in tutto il mondo e le organizzazioni per la giustizia sociale lavorano fianco a fianco con le comunità delle lavoratrici del sesso per tenere commemorazioni e organizzare azioni per aumentare la consapevolezza della violenza concentrandosi sulla condanna della transfobia, della xenofobia, del razzismo, della criminalizzazione dell'uso di droghe e dello stigma del lavoro sessuale, affinché il lavoro sessuale diventi una pratica sicura e non criminalizzata.

### Servizi di abbonamento a contenuti per adulti
Nei servizi di abbonamento a contenuti per adulti (ad esempio OnlyFans), i creatori di social media possono essere pagati per i loro contenuti. Questi contenuti possono includere selfie, suggerimenti, informazioni, tutorial e anche lavoro sessuale. I creatori di OnlyFans realizzano un profitto lucroso dagli abbonati che acquistano l'accesso al loro account esclusivo ogni mese. OnlyFans ha cambiato il lavoro sessuale in un modo che lo ha reso più potente per il creatore e più sicuro per loro controllare come svolgono il loro lavoro sessuale. Molti creatori di OnlyFans che si concentrano sul lavoro sessuale hanno riferito di ricevere più abbonati poiché pubblicano più frequentemente. È irrilevante se i post sono "espliciti" o meno. Molte delle donne che svolgono lavoro sessuale su OnlyFans hanno clienti abituali di cui sanno tutto, dalla descrizione del loro lavoro ai nomi dei membri della famiglia, a quando vengono eseguiti i loro interventi chirurgici. Sebbene questi creatori siano spesso pagati e possano aiutare gli orgasmi dei loro abbonati, questo atto non è considerato prostituzione. Gli abbonati agli account di OnlyFans per il lavoro sessuale hanno dichiarato di poter ottenere pornografia gratuitamente ovunque e di pagare per un servizio adattato alle loro esigenze personali. Questi abbonati pagano affinché le persone siano un altro significativo online che occasionalmente li aiuta a raggiungere un orgasmo.

## Lavoro emozionale

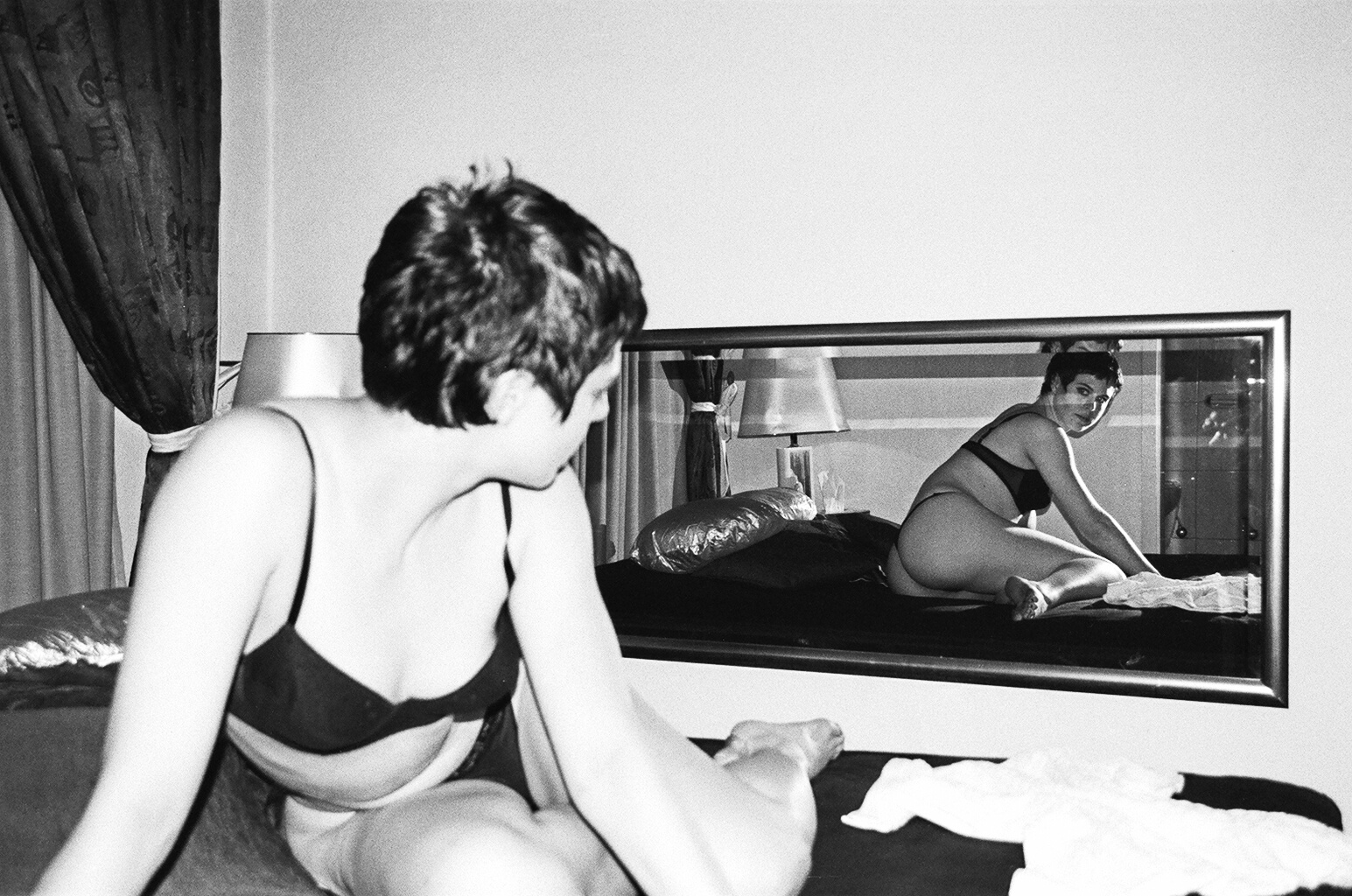
Una lavoratrice del sesso a Berlino nel 2001

Il lavoro emozionale (il processo di gestione dei sentimenti e delle espressioni per soddisfare i requisiti emozionali di un lavoro) è una parte essenziale di molti lavori di servizio, compresi molti tipi di lavoro sessuale. Attraverso il lavoro emozionale, le lavoratrici del sesso si impegnano in diversi livelli di recitazione noti come recitazione superficiale e recitazione profonda. Questi livelli riflettono l'impegno di una lavoratrice del sesso nel lavoro emozionale. La recitazione superficiale si verifica quando la lavoratrice del sesso è consapevole della dissonanza tra la sua autentica esperienza di emozione e la sua manifestazione emotiva gestita. Al contrario, la recitazione profonda si verifica quando la lavoratrice del sesso non riesce più a distinguere tra ciò che è autentico e ciò che è recitazione; la recitazione diventa autentica.
Le lavoratrici del sesso si impegnano nel lavoro emotivo per molte ragioni diverse. In primo luogo, le lavoratrici del sesso spesso si impegnano nel lavoro emotivo per costruire performance di genere e sessualità. Queste performance riflettono spesso i desideri di una clientela che è composta principalmente da uomini eterosessuali. Nella maggior parte dei casi, i clienti apprezzano le donne che percepiscono come normativamente femminili. Per le lavoratrici del sesso, raggiungere questa percezione richiede una performance di genere e sessualità che implichi deferenza verso i clienti e affermazione della loro mascolinità, così come l'incarnazione fisica della femminilità tradizionale. Il lavoro emotivo coinvolto nel lavoro sessuale può essere di maggiore importanza quando sono coinvolte differenze razziali. Ad esempio Mistress Velvet, una dominatrice nera, femme, si pubblicizza usando i suoi attributi più feticizzati. Fa leggere ai suoi clienti, che sono principalmente uomini eterosessuali bianchi, la teoria femminista nera prima delle loro sessioni. Ciò consente ai clienti di vedere perché la loro partecipazione, come uomini eterosessuali bianchi, contribuisce alla feticizzazione delle donne nere.
Sia nel lavoro sessuale che in altri tipi di lavoro, il lavoro emozionale è di genere in quanto ci si aspetta che le donne lo utilizzino per costruire performance di femminilità normativa, mentre ci si aspetta che gli uomini lo utilizzino per costruire performance di mascolinità normativa. In entrambi i casi, queste aspettative sono spesso soddisfatte perché questo lavoro è necessario per massimizzare il guadagno monetario e potenzialmente per mantenere il posto di lavoro. In effetti, il lavoro emozionale è spesso utilizzato come mezzo per massimizzare il reddito. Favorisce un'esperienza migliore per il cliente e protegge il lavoratore, consentendogli così di ottenere il massimo profitto.
Inoltre, le lavoratrici del sesso spesso si impegnano nel lavoro emotivo come strategia di autoprotezione, prendendo le distanze dal lavoro a volte emotivamente volatile. Infine, i clienti spesso apprezzano l'autenticità percepita nelle loro transazioni con le lavoratrici del sesso; quindi, le lavoratrici del sesso possono tentare di promuovere un senso di autentica intimità.

## Assistenza sanitaria per le lavoratrici del sesso

### Assistenza sanitaria mentale
Eventi sessuali traumatici e violenza espongono le lavoratrici del sesso a un rischio più elevato di disturbi di salute mentale. Le donne che lavorano nel settore del sesso hanno maggiori probabilità di soffrire di disturbi di salute mentale, e la probabilità è ancora maggiore per le donne appartenenti a gruppi minoritari, tra cui la comunità LGBTQ+. Uno studio condotto nel 2010 ha concluso che le donne che lavorano nel settore del sesso avevano maggiori probabilità di mostrare segni di PTSD (13%), ansia (33,7%) e depressione (24,4%). Le donne che lavorano nel settore del sesso incontrano più ostacoli e barriere nell'ottenere assistenza sanitaria mentale nonostante il loro rischio aumentato dovuto allo stigma, alla mancanza di accesso all'assicurazione, alla mancanza di fiducia da parte degli operatori sanitari e alla misoginia. Uno studio che esamina le barriere istituzionalizzate all'assistenza sanitaria affrontate dalle lavoratrici del sesso è stato condotto in Canada nel 2016. Lo studio ha prodotto la scoperta che circa il 70% delle lavoratrici del sesso incontra una o più barriere istituzionali all'assistenza sanitaria. Queste barriere istituzionali includevano lunghi tempi di attesa, orari di apertura limitati e trattamenti parziali o discriminatori da parte degli operatori sanitari.

### Assistenza sanitaria primaria
Le lavoratrici del sesso hanno meno probabilità di cercare assistenza sanitaria o di essere idonee a cercare assistenza sanitaria a causa dello stigma negativo. Le donne che lavorano nel settore del sesso sono trattate in modo sproporzionato peggio negli ambienti sanitari. È una necessità minima che le donne che lavorano nel settore del sesso abbiano accesso a frequenti test e trattamenti per le MST, ma è essenziale che le lavoratrici del sesso abbiano lo stesso accesso alle cure primarie regolari per altre malattie delle non lavoratrici del sesso. L'UNAIDS ha studiato le percentuali di servizi di prevenzione accessibili per le lavoratrici del sesso nel 2010 in tutto il mondo e ha concluso che il 51% non aveva accesso. Un altro ostacolo per le lavoratrici del sesso nell'ottenere servizi di assistenza sanitaria è che molte non sono in grado o non vogliono rivelare la propria professione sulla documentazione medica richiesta, il che le rende non idonee a ricevere assistenza medica.
La popolazione di prostitute è stata presa di mira dall'industria della sanità pubblica come una popolazione ad alto rischio di infezione da HIV. Questo concetto viene utilizzato per elaborare strategie di marketing per le prostitute sulle risorse sanitarie, ma si è scoperto che in realtà aumenta lo stigma e la discriminazione delle prostitute, delegittima ulteriormente la prostituzione come fonte di reddito, ostacola interventi sanitari efficaci e perpetua l'idea che essere una prostituta sia un fattore di rischio per le malattie. Le iniziative di assistenza sanitaria pubblica che danno priorità alla prevenzione dell'HIV tra le prostitute e descrivono le prostitute come una popolazione vulnerabile mettono in ombra i diritti delle prostitute e la legittimità del lavoro sessuale come occupazione funzionale. Il titolo stesso di "prostituta" è stato introdotto nel tentativo di rompere l'associazione da parte delle industrie sanitarie che collega le prostitute donne a identità sporche, immorali e malate.

#### Fattori che incidono sulla salute delle lavoratrici del sesso
C'è la possibilità che lo status di lavoro sessuale come reato penale possa portare i lavoratori del sesso a impegnarsi in pratiche che hanno un impatto sulla loro salute e sicurezza. Nei paesi in cui il lavoro sessuale è classificato come reato, i preservativi possono essere utilizzati come forma di prova. Il Sex Workers Project è un'organizzazione che fornisce servizi legali e sociali per i lavoratori del sesso. In uno studio condotto in merito all'impatto dell'uso dei preservativi come prova, il Brooklyn Defense Services ha fornito dati che hanno mostrato che tra il 2008 e il 2009 ci sono stati circa 39 casi correlati al lavoro sessuale in cui i preservativi sono stati utilizzati come prova. C'è la possibilità che per ridurre la possibilità di arresto, i lavoratori del sesso siano inclini a partecipare a sesso non protetto. Se questo è il caso, ciò contribuirebbe al rischio più elevato di infezioni sessualmente trasmissibili che questi lavoratori affrontano, come sopra menzionato.
In tangente a questo, non è raro che le lavoratrici del sesso che hanno problemi di salute non prendano le misure appropriate con i professionisti sanitari a causa della paura o della sfiducia nei loro confronti. Un sondaggio condotto da STAR-STAR, un partner dell'organizzazione per i diritti umani UNFPA, ha concluso che a quasi un quarto delle lavoratrici del sesso sono stati negati i servizi sanitari a causa della loro occupazione.

#### Comunicazione tra operatori sanitari e lavoratori del sesso
Nell'interesse di fornire la migliore assistenza alle Sex Worker che cercano assistenza sanitaria, una comunicazione trasparente può migliorare la qualità dei servizi forniti. Ciò può essere praticato da entrambe le parti di questa relazione. Ad esempio, un fornitore di assistenza potrebbe includere domande nel questionario sulla storia sessuale che riguardano lo scambio di sesso per denaro. Essere sollecitati con questo tipo di domande potrebbe mitigare l'ansia che se il paziente fosse onesto su ciò che fa, i suoi servizi verrebbero rifiutati. Ciò potrebbe incoraggiare il paziente a essere più onesto sulla sua intera esperienza e storia, il che consentirebbe di prendere una decisione migliore per quanto riguarda il trattamento.

## Relazioni intime
Uno studio condotto a Melbourne, in Australia, ha scoperto che le lavoratrici del sesso in genere sperimentano difficoltà relazionali a causa del loro lavoro. Ciò deriva principalmente dal problema della divulgazione del loro lavoro nelle relazioni personali. Alcune lavoratrici del sesso hanno notato che frequentare ex clienti è utile in quanto hanno avuto contatti con lavoratrici del sesso e sono a conoscenza del loro impiego.
Sebbene la maggior parte delle donne che lavorano nel sesso abbia riferito che la loro professione le ha influenzate negativamente, quelle che hanno dichiarato un effetto positivo hanno riferito di aver avuto un aumento dell'autostima e della sicurezza sessuale. Ci sono pochissime prove empiriche che caratterizzano i clienti delle lavoratrici del sesso, ma possono condividere un problema analogo. Un articolo di Scientific American sugli acquirenti di sesso riassume un campo limitato di ricerca che indica che i John hanno un profilo psicologico normale che corrisponde alla composizione della popolazione maschile più ampia, ma si considerano mentalmente malati.
Dolf Zillmann sostiene che la visione estesa di materiale pornografico produce molti effetti sociologici che egli caratterizza come sfavorevoli, tra cui un minor rispetto per le relazioni monogame a lungo termine e un desiderio attenuato di procreazione. Egli sostiene che la pornografia può "potenzialmente minare i valori tradizionali che favoriscono il matrimonio, la famiglia e i figli" e che raffigura la sessualità in un modo che non è collegato a "un attaccamento emotivo, di gentilezza, di cura e soprattutto non alla continuazione della relazione, poiché tale continuazione si tradurrebbe in responsabilità".

### Intimità mercificata
Negli incontri dei clienti con prostitute o ballerine esotiche (e potenzialmente anche con altre lavoratrici del sesso), molte cercano più della soddisfazione sessuale. Spesso cercano, attraverso le loro interazioni con le lavoratrici del sesso, un'affermazione della loro mascolinità, che potrebbero sentire mancare in altri aspetti della loro vita. Questa affermazione si presenta sotto forma di (una simulazione di) affetto e desiderio sessuale, e "spazio liscio, intimo, affettivo, in cui il modo in cui il tempo è gestito è governato solo dal desiderio e dal godimento reciproci". In parte perché sono impegnate nel lavoro durante queste interazioni, l'esperienza e l'interpretazione del tempo delle prostitute tendono invece a essere strutturate dal desiderio di massimizzare il reddito, evitare la noia e/o evitare danni all'autostima.
Per le lavoratrici del sesso, l'intimità mercificata offre diversi vantaggi. In Brasile, le lavoratrici del sesso danno la priorità agli uomini stranieri rispetto a quelli locali in termini di formazione di relazioni intime con le lavoratrici del sesso. Questo è il risultato del fatto che gli uomini locali considerano le lavoratrici del sesso come prive di valore al di là della loro occupazione. Al contrario, gli uomini stranieri sono spesso accompagnati da ricchezza e status, che sono fattori che possono aiutare una lavoratrice del sesso a diventare indipendente. Quindi le lavoratrici del sesso in Brasile hanno maggiori probabilità di cercare "coinvolgimenti ambigui" con gli uomini stranieri a cui forniscono servizi, piuttosto che con gli uomini locali.

## Differenze di genere
Rispetto alle tradizionali donne escort, le donne in mercati di nicchia hanno fatto pagare tariffe più basse. Tuttavia, questa disparità nelle tariffe non esisteva per gli uomini escort. Questa accettazione della comunità è abbastanza insolita per la comunità gay e non è l'esperienza di molte donne prostitute. Inoltre, gli uomini prostituti eterosessuali hanno molte più probabilità delle donne prostitute eterosessuali di intrattenere clienti dello stesso sesso per necessità, perché la stragrande maggioranza dei clienti sono uomini. In generale, c'è una maggiore aspettativa sociale per le donne di impegnarsi in un lavoro emotivo rispetto agli uomini; ci sono anche conseguenze maggiori se non lo fanno.

## Rischi
I potenziali rischi che il lavoro sessuale pone al lavoratore variano notevolmente a seconda del lavoro specifico che occupa. Rispetto ai lavoratori del sesso all'aperto o di strada, i lavoratori al chiuso hanno meno probabilità di subire violenza. I lavoratori del sesso di strada possono anche avere maggiori probabilità di usare droghe che creano dipendenza, di avere rapporti sessuali non protetti e di essere vittime di aggressioni sessuali. L'HIV colpisce un gran numero di lavoratori del sesso, di tutti i sessi, che si prostituiscono a livello globale. Stupro e violenza, povertà, stigma ed esclusione sociale sono tutti rischi comuni affrontati dai lavoratori del sesso in molte occupazioni diverse. Uno studio sulla violenza contro le donne impegnate nella prostituzione di strada ha rilevato che il 68% ha riferito di essere stata violentata. I lavoratori del sesso sono anche ad alto rischio di omicidio. Secondo lo studio di Salfati, i lavoratori del sesso hanno da 60 a 120 volte più probabilità di essere assassinati rispetto alle donne non prostituite. Sebbene queste caratteristiche tendano ad applicarsi maggiormente alle lavoratrici del sesso che si impegnano nel lavoro sessuale a pieno titolo, lo stigma e i rischi per la sicurezza sono diffusi per tutti i tipi di lavoro sessuale, anche se in misura diversa. A causa del diverso status legale di alcune forme di lavoro sessuale, le lavoratrici del sesso in alcuni paesi affrontano anche il rischio di incarcerazione, fustigazione e persino la pena di morte.

## Dibattito femminista
I dibattiti femministi sul lavoro sessuale si concentrano principalmente sulla pornografia e sulla prostituzione. Gli argomenti femministi contro queste occupazioni tendono a basarsi sulla nozione che questi tipi di lavoro sono intrinsecamente degradanti per le donne, perpetuano l'oggettivazione sessuale delle donne e/o perpetuano la supremazia maschile. In risposta, i sostenitori del lavoro sessuale sostengono che queste affermazioni negano l'agenzia delle lavoratrici del sesso e che scegliere di impegnarsi in questo lavoro può essere motivante. Sostengono che le prospettive delle femministe contrarie al lavoro sessuale si basano su nozioni di sessualità costruite dal patriarcato per regolare le espressioni sessuali delle donne. Infatti, molte femministe che sostengono l'industria del sesso affermano che criminalizzare il lavoro sessuale causa più danni alle donne e alla loro autonomia sessuale. Un articolo della Touro Law Review del 2014 si concentra sulle sfide affrontate dalle prostitute negli Stati Uniti e sulla necessità di una riforma della prostituzione: "[Criminalizzando la prostituzione] le donne perdono la possibilità di essere pagate per fare sesso consensuale. Una donna può fare sesso gratuitamente, ma una volta che riceve qualcosa di valore per i suoi servizi, l'atto diventa illegale". Coloro che vedono questo come un attacco all'autonomia sessuale delle donne si preoccupano anche dei recenti attacchi alla politica sociale liberale, come il matrimonio tra persone dello stesso sesso e l'aborto su richiesta, negli Stati Uniti. Alcuni liberali sostengono anche che poiché una quota sproporzionata di coloro che scelgono il lavoro sessuale come mezzo di reddito sono poveri e svantaggiati, i funzionari pubblici dovrebbero concentrarsi sulle politiche sociali che migliorano la vita di coloro che scelgono di farlo piuttosto che sulla condanna dei mezzi "privati" che queste vittime della società impiegano.

### Dibattiti sull'agenzia delle lavoratrici del sesso
Il tema del lavoro sessuale è spesso contestualizzato all'interno di prospettive opposte, abolizioniste e sessualmente positive. La prospettiva abolizionista definisce tipicamente il lavoro sessuale come una forma oppressiva di lavoro. Secondo gli oppositori della prostituzione, non è solo l'acquisto letterale del corpo di una persona per lo sfruttamento sessuale, ma costituisce anche l'esercizio del potere sulle donne sia simbolicamente che materialmente. Questa prospettiva vede la prostituzione e la tratta come direttamente e intimamente connesse e quindi chiede l'abolizione della prostituzione negli sforzi per eliminare lo sfruttamento sessuale complessivo di donne e bambini. Gli oppositori confutano anche l'idea del consenso tra le lavoratrici del sesso affermando che tale consenso è semplicemente un'accettazione sottomessa dello sfruttamento tradizionale delle donne. Per queste ragioni, gli oppositori credono che depenalizzare il lavoro sessuale danneggerebbe completamente le donne come classe, mantenendo il loro sfruttamento sessuale ed economico mentre "serve gli interessi di papponi, ruffiani e prostitute". Alcune femministe marxiste sostengono che il lavoro sessuale non è unicamente sfruttatore. Heather Berg scrive: "Lo scambio sessuale commerciale non è sfruttatore a causa di qualcosa di unico nel sesso; è sfruttatore perché è lavoro sotto il capitalismo".
Alcune femministe sex-positive riconoscono le lavoratrici del sesso come situate all'interno di una moderna gerarchia sessuale occidentale in cui un uomo e una donna sposati sono rispettati mentre le persone LGBT, i feticisti e le lavoratrici del sesso come le prostitute e le modelle pornografiche sono viste come devianti sessuali. Secondo le femministe sex-positive, la legge sul sesso incorpora un divieto di mescolare sesso e denaro al fine di sostenere questa gerarchia. Pertanto, gli individui che praticano questi atti sessuali "devianti" sono considerati criminali e hanno un supporto istituzionale limitato e sono soggetti a sanzioni economiche. Le prospettive sex-positive sfidano questa gerarchia apprezzando la diversità sessuale e rifiutando qualsiasi nozione di sesso "normale". Con questa comprensione, le persone che scelgono di impegnarsi in atti sessuali criminalizzati sono viste come esseri sessuali autonomi piuttosto che vittime dell'industria del sesso. Per le donne nere, l'agenzia è vista come contestuale a causa di considerazioni storiche e può essere considerata come una sfaccettatura di un complesso sistema di ideali che comprende la sessualità delle donne nere nel tempo. Uno dei risultati di questo è il modo in cui le relazioni razziali influenzano la mobilità dei neri nell’industria del sesso.
Alcune femministe liberali credono che una "moralità democratica" dovrebbe giudicare l'attività sessuale (come se le inclinazioni della maggioranza, così come la loro competenza nel fornire piaceri sessuali, dovessero determinare la direzione della bussola morale di una società) "dal modo in cui i partner si trattano a vicenda, dalla presenza o assenza di coercizione e dalla quantità e qualità dei piaceri che forniscono". Esse sostengono che non dovrebbe essere una preoccupazione etica se gli atti sessuali siano di coppia o di gruppo, dello stesso sesso o misti, con o senza atti consensuali di violenza o video, commerciali o gratuiti.